# ایوان گارسیا (دوچرخه‌سواری)
ایوان گارسیا (اسپانیایی: Iván García‎؛ زادهٔ ۲۰ نوامبر ۱۹۹۵) دوچرخه‌سوار اهل اسپانیا است.
از باشگاه‌هایی که در آن رکاب زده‌است می‌توان به تیم کوئیک‌استپ فلورز و تیم دوچرخه‌سواری بحرین–مریدا اشاره کرد.